# Marija Osipowa
Marija Borisowna Osipowa z d. Sokowcowa (ros. Мария Борисовна Осипова (Соковцова), biał. Марыя Барысаўна Осiпава (Сакаўцова), ur. 14 grudnia?/27 grudnia 1908 w miejscowości Serkowce, obecnie w rejonie tołoczyńskim w obwodzie witebskim, zm. 5 lutego 1999 w Mińsku) – radziecka partyzantka, Bohater Związku Radzieckiego (1943).

## Życiorys
Urodziła się w białoruskiej rodzinie robotniczej. Od 1928 należała do WKP(b), w 1935 ukończyła wyższą szkołę partyjną, a w 1940 Instytut Prawniczy, do maja 1941 była członkiem Sądu Najwyższego Białoruskiej SRR, potem krótko asystentem w Instytucie Prawniczym. Podczas wojny z Niemcami mieszkała w okupowanym Mińsku, gdzie od lipca 1941 do września 1943 kierowała terytorialną podziemną organizacją utrzymującą kontakty z mińskim podziemnym Komitetem Miejskim Komunistycznej Partii (bolszewików) Białorusi i oddziałami partyzanckimi działającymi w obwodzie mińskim. We wrześniu 1943 brała udział w likwidacji gauleitera Wilhelma Kubego, współpracując z Nikołajem Fiodorowem, Aleną Mazanik i Nadieżdą Trojan. Za tę likwidację została uhonorowana tytułem Bohatera Związku Radzieckiego. Po wojnie mieszkała w Mińsku, była deputowaną do Rady Najwyższej Białoruskiej SRR od 2 do 5 kadencji i członkiem Sądu Najwyższego Białoruskiej SRR oraz Republikańskiego Komitetu Obrońców Pokoju. W 1968 otrzymała honorowe obywatelstwo Mińska; była też honorową obywatelką miasta Norak (Tadżykistan).

## Odznaczenia
- Złota Gwiazda Bohatera Związku Radzieckiego (29 października 1943)
- Order Lenina
- Order Wojny Ojczyźnianej I klasy
- Order Czerwonego Sztandaru Pracy

I medale.